# Tavastia cristacauda
Tavastia cristacauda är en tvåvingeart som beskrevs av Ole Anton Saether 1992. Tavastia cristacauda ingår i släktet Tavastia och familjen fjädermyggor.
Artens utbredningsområde är Michigan. Inga underarter finns listade i Catalogue of Life.